# Justinas Urbanavičius
Justinas Urbanavičius (* 1. Januar 1982 in Kaunas) ist ein litauischer Politiker, Mitglied des Seimas.

## Leben
Nach dem Abitur 2001 in Garliava absolvierte er das Bachelor- und 2007 Masterstudium der Forstwissenschaft am Lietuvos žemės ūkio universitetas und 2005 das Studium als Leutnant der Dimmission bei Divizijos generolo Stasio Raštikio puskarininkių mokykla. Er arbeitete im Forstamt Kazlų Rūda als Waldhüter und in Braziūkai als stellvertretender Revierförster. Von 2008 bis 2012 war er Mitglied im Seimas, ausgewählt im Wahlbezirk Kaunas-Kėdainiai.
Ab 2003 war er Mitglied der Lietuvos krikščionių demokratų partija.
Er ist verheiratet. Mit seiner Frau Jurga hat er einen Sohn namens Vilius.

## Quelle
1. ↑  Archivierte Kopie (Memento des Originals vom 12. November 2013 im Internet Archive)  Info: Der Archivlink wurde automatisch eingesetzt und noch nicht geprüft. Bitte prüfe Original- und Archivlink gemäß Anleitung und entferne dann diesen Hinweis.

| Personendaten    | Personendaten                              |
| ---------------- | ------------------------------------------ |
| NAME             | Urbanavičius, Justinas                     |
| KURZBESCHREIBUNG | litauischer Politiker, Mitglied des Seimas |
| GEBURTSDATUM     | 1. Januar 1982                             |
| GEBURTSORT       | Kaunas                                     |